# IKS Pagh
De IKS Pagh (soms ook IKC Pagh genoemd) is een fictief ruimteschip van het Klingonrijk uit het Star Trekuniversum.

## Bird-of-Prey
De IKS Pagh is een K'Vort-klasse Bird-of-Prey, een middelgroot ruimtevaartuig voor verkennings- en aanvalstaken. De Pagh is ongeveer 120 meter lang en kan snelheden boven Warp 9 bereiken. Het schip is bewapend met twee disruptorkanonnen en een fotontorpedo-lanceerinrichting. De Pagh heeft afweerschilden en een camouflageschild.

## Bemanning
De Pagh heeft een standaardbemanning van 36 personen. De belangrijkste bemanningsleden zijn:
- Kapitein Kargan
- Officier Klag
- Officier Dukath
- Officier Vekma
- Officier Zegov

William T. Riker was in 2365 kortstondig eerste officier in het kader van een Klingon-Federatie uitwisselingsprogramma (zie Star Trek: The Next Generation-aflevering A Matter Of Honor).